# Partit Democràtic del Kurdistan
El Partit Democràtic del Kurdistan és un partit polític kurd, amb seccions a l'Iraq, l'Iran (funciona com a branca separada), Turquia, Síria i el Líban. Del 1946 al 1959 va portar el nom de Partit Democràtic dels Kurds o Partit Democràtic Kurd. Ha celebrat fins ara dotze congressos (Bagdad 1946, Bagdad 1951, Kirkuk, 26 de gener de 1953, Bagdad 4 a 7 d'octubre de 1959, Bagdad maig de 1960, Kala Diza, juliol de 1964, Galala 15 de novembre de 1966, Naw Pirdan 1 de juliol de 1970, Frontera iraniana-turca 4 a 13 de desembre de 1979, Margewer, 12 a 17 de desembre de 1989, Hewler, 16 d'agost de 1993 i Hewler 6 a 13 d'octubre de 1998. La Unió de Dones del Kurdistan és l'organització de dones del PDK. Es va crear el 1952.

## Bandera i segell
La bandera fou dissenyada per Hussain Haider i té les inicials del partit en groc dins un disc vermell, en una bandera groga. El groc simbolitza el sol i l'energia i ja fou el color del partit després de la seva fundació el 1946. El vermell simbolitza la sang dels màrtirs. La lletra inicial és minúscula i la "d" és la versió invertida; la "d" i la "k" estan unides per vincular democràcia i Kurdistan. El disc vermell representa les muntanyes kurdes que han protegit al poble al llarg de la seva història.
L'emblema o segell fou dissenyat per Jamal Bahktiar. El sol té 46 rajos simbolitzant l'any 1946 en què el partit fou fundat. El color blanc del fons simbolitza la puresa, la pau i la llibertat; el cercle vermell exterior simbolitza la sang dels màrtirs; el cercle verd, la bellesa natural de Kurdistan; el groc del sol representa la vida i la llum que guia al poble. L'àliga representa la llibertat, la noblesa, l'orgull, la paciència i la perseverança; els grans de blat representen l'agricultura i els recursos naturals. Els colors utilitzats són els nacionals kurds.

## Història

### Inicis
El 1945 es va fundar a Mahabad el Partit Democràtic del Kurdistan Iranià dirigit per Qazi Muhammad. Mustafà Barzani, la revolta del qual a l'Iraq acabava de ser sufocada i havia marxat a l'Iran amb les seves forces, va ingressar a aquest partit sembla que per consell soviètic, però al mateix temps negociava amb Bagdad per retornar a Iraq i va convèncer a alguns notables de la necessitat d'establir un partit propi pel Kurdistan Iraquià, idea a la que s'oposava la secció kurda del Partit Comunista Iraquià. Però diversos kurds del partit comunista li van donar suport i tenia també les simpaties populars com a notable i cap tribal, coses necessàries per triomfar en la societat kurda del moment
El partit fou formalment fundat a Bagdad en el I Congrés el 16 d'agost de 1946; els delegats van elegir un comitè central amb Hamza Abd Allah com a secretari general, Shaykh Latif i Ziyad Agha com a vice-presidents, i Mustafà Barzani com a president a l'exili (a la Unió Soviètica). Fins al 1975 quan es va fundar la Unió Patriòtica del Kurdistan fou virtualment l'únic partit polític dels kurds. El seu programa era autonomista, i poc concret en mesures socials per no perdre el suport dels caps tribals conservadors que havien ofert el suport. El 1947 Ibrahim Ahmad, un intel·lectual d'esquerres membre del Partit Democràtic del Kurdistan (iranià) va ingressar al partit iraquià i va atreure molts intel·lectuals progressistes i kurds nacionalistes d'esquerra. El 1951 el II Congrés elegia a Ibrahim Ahmad com a secretari general i president en exercici. Ibrahim Ahmad fou després el sogre de Jalal Talabani.
En aquests anys el Partit Comunista Iraquià (PCI) va lluitar contra els notables locals i va aconseguir el suport popular a les ciutats d'Arbil, Sulaymaniyya i Duhok. El PDK va haver d'intercedir enfront dels notables, assegurant que el PCI estava gairebé sota el seu control. El 1953 l'anterior secretari general Hamza Abd Allah es va escindir i va formar el Partit Democràtic del Kurdistan-Front Progressista, que al cap de tres anys es va reintegrar al partit El 1954 el partit es va declarar republicà tot i l'oposició dels caps tribals i notables. El notables van augmentar la seva oposició i el 1956 van demanar suport a la Gran Bretanya per establir un Kurdistan independent i anticomunista.

### Fi de la monarquia i començament del règim baasista a l'Iraq

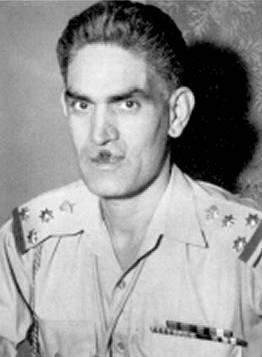
Abd al-Karim Qasim

El 14 de juliol de 1958 Abd al-Karim Qasim i altres oficials enderrocaven la monarquia. Es va formar un Front Nacional de l'Iraq per governar el país del qual si bé els kurds i els comunistes foren exclosos, si van participar en el Consell de Sobirania, un nou organisme amb un kurd, un sunnita i un xiïta; Barzani fou cridat a retornar a Iraq. Ibrahim Ahmad va intentar convèncer a Qasim d'introduir l'autonomia kurda dins la constitució provisional però altres oficials com el que després fou president Abd al-Salam Aref, s'hi oposaven i finalment només es va aconseguir el reconeixement dels drets nacionals kurds. Barzani fou reconegut per Qasim com a president del PDK, li va donar una residència a Bagdad, un vehicle i una pensió o salari. Barzani va retornar el favor el març de 1959 quan oficials nasseristes i baasistes es van revoltar a Mossul; milicians kurds i comunistes (aquests dirigits també per un kurd) van atacar als rebels a Mossul i els van derrotar fent almenys 2.500 morts en quatre dies. L'exèrcit fou purgat de nasseristes i baasistes. El juliol Qasim va intentar utilitzar als kurds contra els comunistes a Kirkuk als que va acusar d'haver matat a 50 turcmans i va alertar de plans similars a Bagdad; Barzani va ajudar a Qasim a combatre el Partit Comunista i a nivell kurd fou una verdadera guerra civil. Ibrahim Ahmad s'oposava a aquesta línia junt amb el seu gendre Talabani però Barzani tenia el suport de les tribus. Els dos bàndols es van llançar invectives i crítiques però cap dels dos volia perdre el suport de les bases del seu rival (el tribals a Barzani, els urbans a Ahmad). Barzani havia reforçat la seva posició eliminant als seus rivals tribals harkis, surchis, baradustis i zibaris. Qasim va demanar moderació a Barzani però aquest no li va fer cas i el president iraquià se'n va començar a distanciar i el distanciament va portar de fet al trencament (1960) amb Qasim donant suport a les tribus Harki i Zibari. Ahmad pel seu costat estava més preocupat que no s'avançava cap a l'autonomia i aquesta visió era compartida en general, i posava al Kurdistan a la vora de la revolta.

### Revoltes kurdes

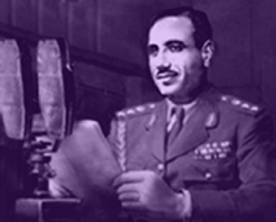
Abd al-Salam Aref

El 9 de setembre de 1961 va començar la lluita i l'11 es va proclamar la revolució; les diferències amb el sector d'Ahmad es van consolidar. Barzani va demanar ajuts als britànics i als americans el que li va fer perdre el suport dels comunistes del Partit Comunista Iraquià que ja s'havien anat separant d'ell des del 1959. Una quarta part dels pobles del Kurdistan va patir destruccions i es van crear 80.000 refugiats però Qasim va perdre suports, i no podia controlar el Kurdistan. El 8 de febrer de 1963 Qasim fou enderrocat i Barzani va declarar immediatament l'alto el foc (9 de febrer). El partit Baas agafava el poder. Quan els kurds van demanar el compliment dels pactes, la qüestió es va demorar; es van iniciar converses i el 24 d'abril de 1963 els kurds van presentar el memoràndum de peticions; quan el govern baasista es va veure consolidat va empresonar als parlamentaris kurds, i va llançar un ultimàtum de rendició el 10 de juny de 1963 i el mateix dia, sense esperar resposta, va iniciar operacions amb una violència augmentada. Com en aquests mesos el Baas també havia pres el poder a Damasc, els sirians van ajudar els baasistes iraquians amb avions i la brigada Yarmuk; els kurds els van fer diverses emboscades per eliminar a aquesta i altres, van ocupar posicions militars i combois d'armament i van fer centenars de presoners. L'exèrcit iraquià derrotat i humiliat, va deixar pas a la Guàrdia Nacional, creada pels baasistes i especialitzada en atrocitats especialment contra els comunistes. Un nou cop d'estat va apartar del poder el Baas i va donar el poder al fins llavors president honorífic, general Abd al-Salam Aref (18 de novembre de 1963) però les accions militars van continuar. Les crides de Barzani a la Creu Roja i al Papa no van ser escoltades.

### Primer alto el foc

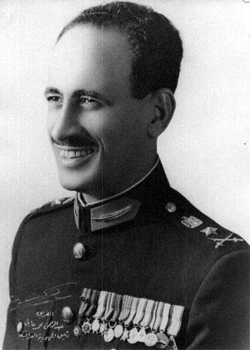
Abd al-Rahman Aref

El 10 de febrer de 1964 el mariscal Aref va negociar un alto el foc que Barzani va acceptar sense ni consultar al buró polític del partit. Es diu que Aref volia la pau (la guerra era molt impopular) i ja havia demanat a Brazani resistir fins que ell mateix pogués eliminar els baasistes. L'acord el va signar Barzani a títol particular i no com a president del PDK i no feia cap menció a l'autodeterminació o autogovern dels kurds, fent referència només a "l'autonomia". A més va acceptar la dissolució dels partits kurds que va demanar Aref, "si això servia als interessos de l'Iraq" (a canvi va rebre fons i armament). La divisió al PDK fou evident però Barzani va imposar les seves tesis degut a la seva popularitat entre el poble. Ahmad i Talabani, i altres dissidents, tement per les seves vides, es va retirar a la seva fortalesa de Mawat.
Al VI Congrés el juliol del 1964 els partidaris d'Ahmad i Talabani que hi van assistir foren arrestats a la seva arribada. Uns dies després Mustafà Barzani va enviar el seu fill Idris Barzani amb uns milers d'homes, per desallotjar als dissidents de Mawat i després d'un sagnant enfrontament (17 de juliol), aquests es van haver de retirar cap a l'Iran. El VI Congrés va expulsar del partit a 14 dels 17 membres del buró polític entre els quals Ibrahim Ahmad i Jalal Talabani. Amb això Mustafà Barzani s'assegurava el control complet del partit.
Encara que el govern iraquià va reconèixer explícitament el 10 de maig de 1964 els drets nacionals kurds establerts per la constitució provisional de 1958, no hi va haver acord sobre l'autonomia. El 4 de març de 1965 el govern iniciava l'ofensiva de primavera amb totes les forces (artilleria, infanteria, aviació, blindats, sota comandament del general Abd al-Rahman Aref, germà del president, i encara que entre març i maig va tenir alguns èxits locals menors, després (juny a setembre) es va empantanegar en combats sagnants a la cadena de safin; els iraquians van utilitzar gasos tòxics; la vila de Pendjwin fou ocupada després d'un fort ús de l'artilleria que la va destruir. Els iraquians tot i haver tingut ajut d'Egipte, van patir moltes baixes (4194 morts, 2201 ferits, 12 tancs destruïts i 5 avions abatuts). Una nova campanya militar a l'hivern (22 de desembre de 1965 a final de febrer de 1966) va donar nous combats sagnants. L'1 de gener de 1966 Barzani va enviar un memoràndum a l'ONU sense cap resposta. Llavors Barzani va negociar el suport dels dos majors enemics d'Iraq: Israel i l'Iran; pensava que amb l'ajuda d'aquests i dels Estats Units, podria aconseguir la independència.

### Segon alto el foc

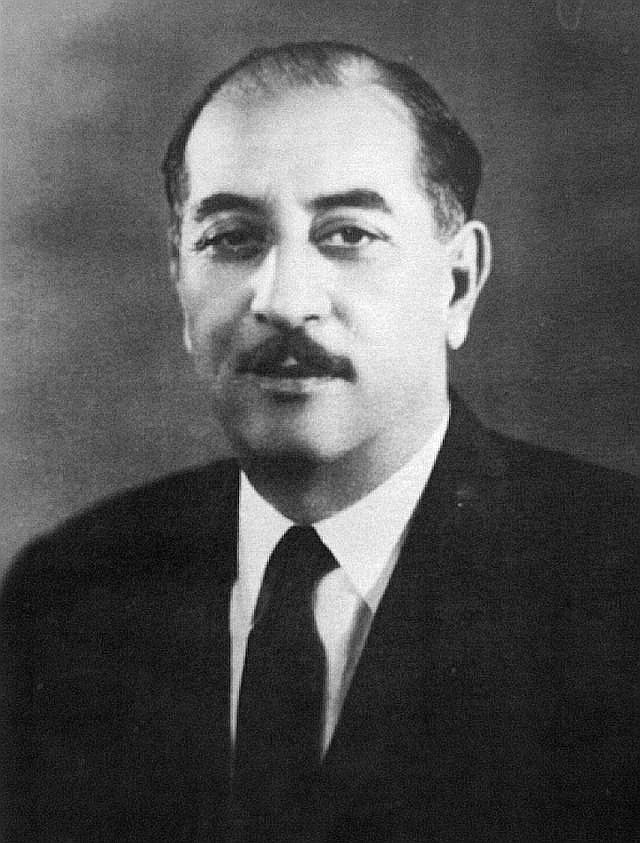
Hassan al-Bakr

El 13 d'abril de 1966 el mariscal Aref moria en un accident d'helicòpter i el succeïa el seu germà Abd al-Rahman Aref, que va retornar urgentment de Moscou on estava negociant la compra d'armament. El mateix dia començava una nova ofensiva (13 d'abril a 15 de juny) de la qual la principal batalla fou la de Rawanduz o Hendrin anomenat "la Verdun kurda" en què els iraquians foren derrotats tot i la utilització de tots els mitjans i de napalm, perdent 1056 homes (i 476 ferits) i a més els 600 mercenaris anomenats "Cavallers de Saladí" foren aniquilats, mentre els kurds només van tenir 38 morts i 85 ferits. El govern va proclamar la victòria però el 15 de juny va demanar un alto el foc que va signar el primer ministre Bazzaz (+ 1973) el 29 de juny de 1966. Unes clàusules secretes reconeixien l'autonomia dels kurds. El president Aref va visitar Kurdistan i es va entrevistar amb Barzani (28 d'octubre) doncs l'estat major iraquià s'oposava a l'acord Bazzaz i volia demanar rebaixes. Altre cop va passar el temps sense cap actuació.
El 17 de juliol de 1967 un cop d'estat a Bagdad deposava a Aref i portava al poder al general Hassan al-Bakr; un segon cop el 30 de juliol de 1968 va limitar els poders executius d'al-Bakr i va establir una dictadura baasista, restaurant la temuda Guàrdia Nacional. Mentre els kurds, autònoms de facto, feien un gran esforç en matèria educativa i sanitària, obrint el 1968 unes 300 escoles. Però el govern jugava a dues cartes, i mentre anunciava que el kurd s'ensenyaria a totes les escoles i universitats de l'Iraq i reconeixia el Nwaruz (la festa kurda) com a festa nacional, flirtejava amb els kurds dissidents Ahmad i Talabani, creava una universitat àrab a Sulaymaniyya (sota cobert d'una universitat kurda) i una nova liwa (província) de Duhok, i preparava un nou enfrontament. En aquest moment l'ala del Baas més partidària d'un acord just amb els kurds tenia entre els seus membres a Saddam Hussein. No obstant l'increment dels subministraments d'armament (inclòs artilleria sofisticada) pels iranians, feia recel·lar als baasistes. Barzani reclamava Kirkuk i va bombardejar les instal·lacions petrolieres de la Iraq Petroleum Company de capital britànic, provocant una situació enutjosa pel govern de Bagdad.
L'abril de 1969 van començar les hostilitats a Khoy-Sandjak; els iraquians foren expulsats de Kala-Diza, Pendjwin i Čwarta i només van poder atacar a la població civil a les planes d'Arbil, Halabdja i Bahdinan, tirant napalsm i acid sulfuric a les collites. El 17 de juliol el còlera es va declarar a Kila-Diza. A l'agost es va produir la matança de Dakan a la comarca del Shaykhan. El gener de 1970 quedava clar que l'ofensiva iraquiana estava aturada de fet des de setembre i efectivament des del desembre i es donava la xifra de 151 avions abatuts en sis mesos. Així el gener el baas va iniciar converses amb Barzani, i Saddam Hussein fou enviat pel president al-Bakr a negociar; una delegació kurda presidida per Mahmud Uthman o Mahmud Osman (metge personal de Mustafà Barzani) va anar a Bagdad i l'11 de març de 1970 es va arribar a un acord en 15 punts que fou signat a Nawperdan (Kurdistan) que posava fi a la guerra i acordava una autonomia interna al Kurdistan i la vicepresidència de la república; la llengua kurda esdevenia segona llengua oficial de l'Iraq; cinc kurds eren nomenats ministres i es declarava una amnistia general pels fets, afectant als dos costats. L'acord era just, federalista, democràtic i equitatiu. La declaració final assegurava que "el poble kurd no tindria mai un aliat més sincer i segur que el poble àrab".
Però l'acord no va durar gaire temps; la qüestió de Kirkuk va enverinar les relacions: segons el pacte de 1970 l'extensió del territori afectat per l'autonomia quedava ajornat a un cens que s'havia de fer. Com que segurament haguera donat una majoria kurda a Kirkuk, als camps de petroli propers i a la zona secundària petrolífera de Khanaqin al sud de Sulaymaniyah (kurd: Sîlemanî) el cens es va demorar. Barzani va mantenir oberta la frontera de l'Iran i va demanar ajut als Estats Units, dues coses que a l'acord de 1970 s'havia compromès a no fer. El 14 de juny de 1972 la Iraq Petroleum Company (IPC) fou nacionalitzada i els kurds van témer perdre el petroli. El 1973 Mustafà Barzani va rebutjar aplicar a Kirkuk el cens de 1957 (quan els kurds no es podien declarar com a tals per por de represàlies) i va reclamar formalment Kirkuk i els camps de petroli, anunciant en una entrevista al Washington Post que si els americans li donaven suport agafaria el control de Kirkuk i concediria l'explotació dels camps de petroli a una companyia americana. Això fou considerat pel govern iraquià com una declaració de guerra i feia el conflicte inevitable. Avions iraquians van bombardejar posicions kurdes i Mustafà Barzani va mobilitzar als seus homes que en aquest moment s'estimaven en uns 30.000 i va exigir una autonomia amb Kirkuk com a capital. Però Saddam, intel·ligent com era, no va voler arriscar a anar a la guerra altre cop i perdre-la sense haver obtingut el final de l'ajut iranià i l'octubre va anunciar que volia implementar l'acord d'autonomia i que negociaria amb 600 opositors a Barzani. En les converses van participar comunistes i socialistes kurds i Barzani es va valer de les seves forces de seguretat, els Parastin, entrenats per la Savak (la policia secreta del xa de l'Iran) per eliminar a comunistes i socialistes al Kurdistan. Barzani fou aconsellat pels europeus de renunciar a Kirkuk però estava poc disposat a fer-ho.
Finalment l'11 de març de 1974 el règim de Bagadad va declarar unilateralment una autonomia que disminuïa els drets kurds i n'excloïa expressament Kirkuk i la seva regió (fixant els límits segons el cens de 1957) així com els camps de Khanaqin and Shingal/Sindjar. El règim iraquià va fer al mateix temps una reforma administrativa en què les setze províncies (governacions) del país van canviar el nom i en alguns casos els seus límits. L'antiga governació de Kirkuk fou dividida en dos, l'àrea a l'entorn de la ciutat fou anomenada governació d'al-Tamim (التأميم "nacionalització") i els seus límits alterats per obtenir la majoria àrab. A més els turcmans (que havien patit matances dels kurds el 1959) es decantaven cap al Baas. Barzani va rebre un ultimàtum per acceptar la situació en 15 dies i unir-se al Front Nacional de l'Iraq dirigit pels baasistes (que incloïa a comunistes i àrabs nacionalistes).
Barzani confiat en les promeses d'ajut dels Estats Units, Israel i l'Iran, va deixar passar els 15 dies sense respondre. Alguns alts càrrecs del partit (incloent membres del Politburó) van fer defecció cap al Front Nacional de l'Iraq i entre aquests el més notable fou Ubayd Allah Barzani, fill de Mustafà. Barzani va arribar a mobilitzar prop de 50.000 peixmergues (a més d'una quantitat similar d'irregulars i auxiliars). L'exèrcit iraquià podia mobilitzar 90.000 homes però el més important és que disposava de 1.200 tancs i vehicles cuirassats i 200 avions de combat; l'Iran va enviar ajuda important i fins i tot tropes regulars disfressades de kurds però difícilment podria impedir la derrota kurda. Però l'element clau fou l'acord d'Alger del març de 1975 en que a canvi de cessions importants al Shatt al-Arab el xa va deixar d'ajudar els kurds. Barzani, conscient que no podia resistir sense aquesta ajut, va abandonar la lluita i es va retirar cap a l'Iran on van rebre bona collida, passaports, pensions pels oficials i residències a Teheran. 200.000 kurds van fugir llavors del Kurdistan Iraquià. Les baixes de la guerra foren d'uns 20.000 mort per cada bàndol. Els baasistes van arrasar 1.400 pobles per crear una zona de seguretat a la frontera amb l'Iran i Turquia. Un nombre indeterminat de kurds (uns 500.000 segons els kurds) i d'assiris de Kirkuk i altres pobles de la regió foren expulsats cap a les províncies del nord de l'Iraq i al seu lloc hi van ser enviats àrabs del centre i del sud, en el procés anomenat arabització (taarib); fins i tot els àrabs que es casaven amb una vídua kurda rebien subvencions. Quan el 1977 es va fer el cens de Kirkuk previst el 1970, ja no tenia cap sentit, però evidentment va donar una majoria àrab.

### Escissió

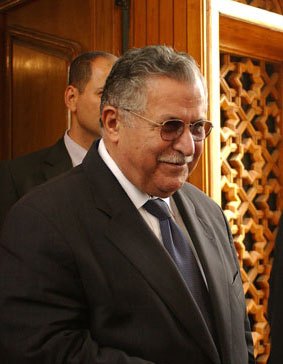
Jalal Talabani en l'actualitat

Liquidada la rebel·li, Mustafà Barzani es va traslladar als Estats Units per ser tractat d'una malaltia. El Partit, mancat del seu lideratge, va patir alguns conflictes entre els quals el de Mahmud Osman (o Uthman), el metge personal de Mustafà Barzani i negociador de l'acord d'autonomia amb el govern de Bagdad (1970-1974) que es va escindir i a finals del 1976 el seu grup emetia el primer comunicat amb el nom de Partit Democràtic del Kurdistan-Comitè Preparatori, amb orientació socialista; i hi va haver altres incidències menors, però l'efecte principal fou la creació de la Unió Patriòtica del Kurdistan (UPK) iniciada a Damasc el juny de 1975 per Jalal Talabani i que durant un any es va anar reforçant amb dissidents i nous suports. El PDK es va reorganitzar a Europa a l'inici del 1976 i va ser dirigit aleshores per un triumvirat format pels dos fills de Barzani, Idris i Masud, i pel cap militar Sami Abdurrahman amb el nom de Partit Democràtic del Kurdistan-Lideratge Provisional (PDK-LP/KDP-PL) que va intentar agafar, almenys de manera formal, una orientació més esquerrana. El juliol de 1976 el partit reprenia la lluita armada a l'interior del Kurdistan. El novembre de 1976 el partit recuperava el seu nom tradicional de PDK.
El PDK-LP i la Unió Patriòtica del Kurdistan es van enfrontar aviat. La iniciativa sembla que fou del PDK-PL que va atacar grups peixmergues de la UPK el juliol de 1976 i després gener i febrer de 1977. L'1 de març del 1977 els dos partits es van reunir per intentar arranjar aquests conflictes, però no hi va haver cap acord concret. Jalal Talabani, cap de la UPK va decidir contraatacar, però Sami Abdurrahman, un dels principals comandants del PDK, es va assabentar d'aquests plans a través d'algunes tribus amb les quals mantenia especials relacions o contactes. Sami havi establert aleshores tres bases a Turquia (Hakkari, Uludesi i Sinarkh) amb permís del govern turc; a la primavera del 1977 Jalal Talabani arribava al Kurdistan, cridat per Ali Askari, el principal comandant de la UPK, que considerava convenient la presència del líder sobre el terreny, i va establir el seu quarter general a Nawkan, a l'oest de Sardasht, a la frontera amb l'Iran. Nawshirwan Mustafà, un dels principals comandants de la UPK, fou encarregat de les operacions cap al sud i oest i Ali Askari de les operacions cap al nord. Aquest darrer fou enviat per capturar un important carregament d'armes i municions però va rebre instruccions secretes de Talabani d'atacar pel camí les posicions del PDK en revenja pels anteriors atacs. Askari va desobeir, però aquestes ordes van arribar a mans de Sami Abdurrahman per mitjà d'agents turcs; Sami va ordenar emboscar a Askari que fou sorprès a Baradust el juny; molts dels seus homes van morir i altres foren fets presoners; els que van fugir van haver de rendir-se en gran part als iraquians i foren afusellats o penjats; una columna manada pel seu lloctinent Khalid Said fou també atacada per sorpresa i els seus integrants capturats i executats per orde de Sami. La lluita va seguir el 1978.D'altra banda els enfrontaments entre els peixmergues (milicians) resistents i l'exèrcit es van reprendre amb més força el 1977. Entre 1978 i 1979 uns 600 pobles kurds foren cremats o destruïts. El 1979 a la mort de Mustafà Barzani als Estats Units (l'1 de març), el seu fill Masud i el seu germà Idris van mantenir la direcció del partit ara de manera definitiva.

### Guerra Iran-Iraq

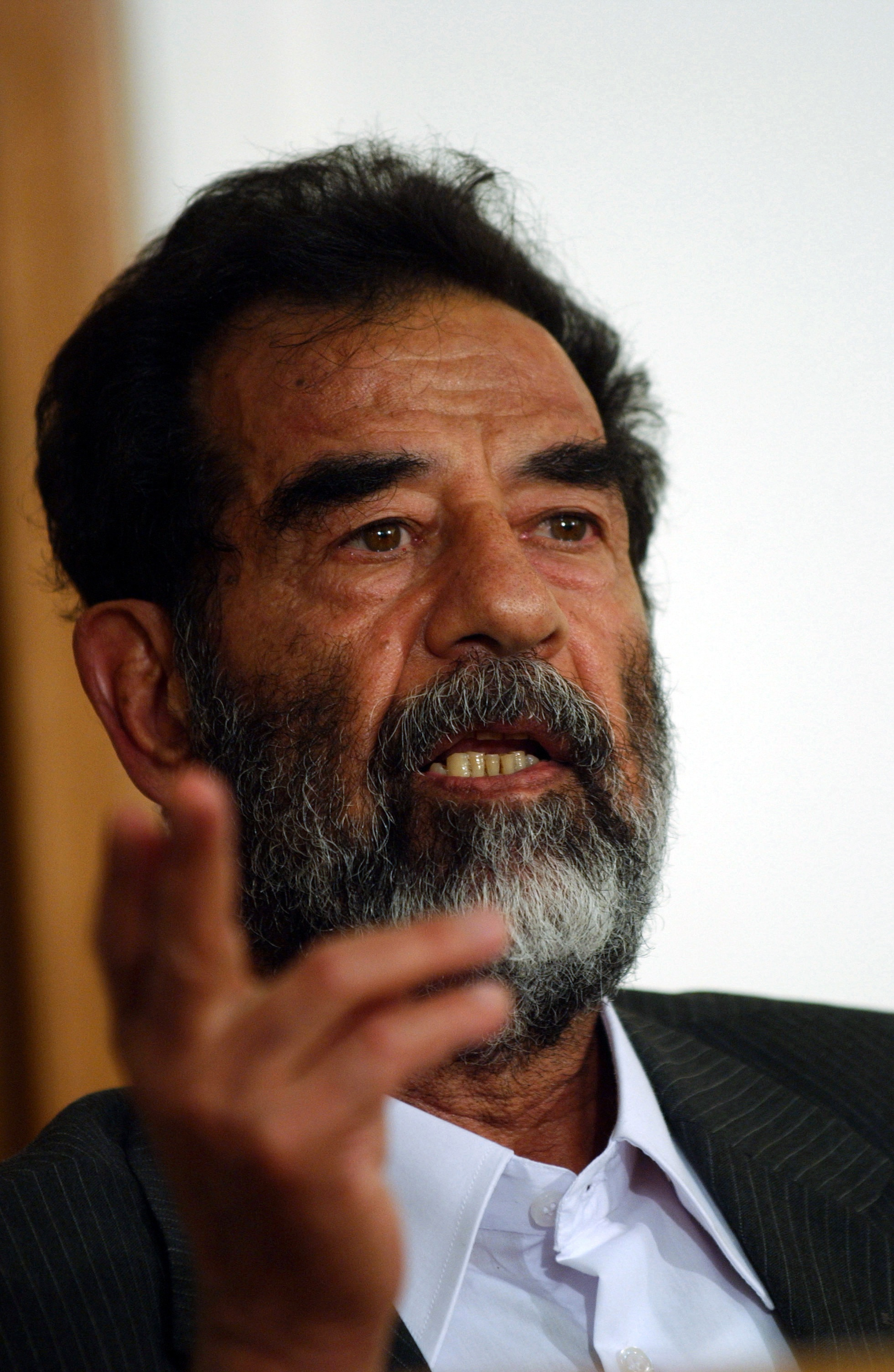
Saddam Hussein

La guerra Iran–Iraq es va iniciar a finals del 1980; estimulats pels iranians la guerra va rebrotar amb força al Kurdistan. La UPK donava suport al Komala en la revolta contra Khomeini des de 1979 i havia enviat forces a defensar Mahabad contra els iranians; aquests per la seva banda van prometre ajut al PDK i altres a canvi de lluitar contra els rebels kurds al Kurdistan Iranià. Diversos grups iraquians van formar el Front Patriòtic i Democràtic de l'Iraq, dirigit contra el govern de Bagdad, integrat per la UPK, el Partit Comunista Iraquià (PCI), el Partit Socialista Unit del Kurdistan (conegut normalment com a Partit Socialista del Kurdistan PSK o Partit Socialista del Kurdistan/Iraq PSKI) i el Partit Baas (sector sirià). La UPK estava satisfeta d'haver apartat al seu rival PDK però el 28 de novembre es formava el Front Democràtic Patriòtic de l'Iraq, integrat pel sector majoritari del PCI, el PDK, la facció del PSK liderada per Rasul Mamand i el PASOK (Partit Socialista del Kurdistan Iraquià). El front encapçalat per la UPK es va descompondre ràpidament doncs tant la part del PCI com la del PSK que li donaven suport eren minoritàries.
L'abril de 1981 el PDK, el Partit Comunista Iraquià i el Partit Socialista del Kurdistan van atacar posicions de la UPK a la governació d'Irbil; en el contraatac al cap d'un mes, la UPK va matar a 50 comunistes i en va fer presoners a 70. Cada part acusava a l'altra d'estar a sou del govern de Bagdad (o fins i tot d'Ankara).
El 1982 va formar el Front Nacional Democràtic del Kurdistan entre el PDK, el Partit Comunista Iraquià i el Partit Socialista del Kurdistan; la UPK va formar llavors el Front Nacional i Nacionalista de l'Iraq amb el Partit Baas (sector sirià), el Moviment Socialista Àrab i alguns nacionalistes independents. A mig estiu del 1982 es va produir l'acord entre els dos partits UPK i PDK per obrir el Kurdistan a tots els grups que hi podrien operar lliurement.
Iran va començar a cooperar estretament amb el PDK i el 1983 les incursions iranianes a Iraq van esdevenir una realitat. Entre el juny i l'octubre de 1983 els iranians van passar a l'ofensiva i van ocupar Haji Omeran (amb suport del PDK), Kala Diza i Panjwin, que de fet van quedar a mans dels kurds (Hajj Umran fou entregat al PDK) o d'aliats iraquians dels iranians (el Partit Dawa, iraquià fidels al règim islàmic). En revenja Saddan Hussein va capturar a 8000 civils mascles barzanis (incloent alguns favorables al Baas) i els va passejar pels carrers de Bagdad abans d'executar-los.
A la segona meitat del 1983 els iranians van atacar a la UPK en revenja pel suport que aquest grup havia donat a la revolta kurda a l'Iran (1979-1981) i aquests atacs van obligar els dirigents de la UPK a retirar-se de la frontera iraniana i acostar-se a les línies iraquianes. Els iraquians havien d'utilitzar una part del seu exèrcit que feia falta al front sud, a la zona del Kurdistan; d'altra banda la UPK estava entre dos focs. El 1983 Talabani va haver de signar un acord amb el govern de Bagdad i va iniciar una política orientada a lluitar contra els comunistes i el Partit Socialista del Kurdistan, mentre s'establia un alto el foc amb Iraq que va poder utilitzar una part de l'exèrcit en el front sud contra Iran. El 1984 Talabani va aconseguir de Bagdad un acord generós d'autonomia que no es va poder signar per l'oposició de Turquia i el gener de 1985 Talabani reprenia la guerra i el 1986 els kurds controlaven el territori entre la frontera i una profunditat d'entre 50 i 75 km; el maig de 1986 el PDK ocupava Manjish i assetjava Dohuk i al sus la UPK controlava les muntanyes de Rawanduz fins a Panjwin.
El règim de Saddam Hussein va utilitzar armament químic des de 1982. La campanya anomenada al-Anfal fou un genocidi sistemàtic dels kurds. La segona onada va començar el 29 de març de 1987 i va durar fins a l'abril de 1989. Els iraquians van destruir molts pobles, i van fer diverses massacres, sent la més coneguda la matança d'Halabdja amb productes químics (16-17 de març de 1988 amb 5000 morts i 11000 ferits) dirigida per Ali el Químic, cosí de Saddam. Els morts civils totals per efectes de les armes químiques foren milers (uns 50.000). La ciutat de Kala-Diza o Qala Dizeh (70.000 habitants) fou totalment destruïda per l'exèrcit iraquià. Segons els kurds els morts totals en totes les campanyes foren més de 182.000.
El govern iraquià havia posat en marxa una assemblea legislativa del Kurdistan autònom, amb Arbil com a capital, amb les províncies d'Erbil, Duhok i Sulaymaniyya. Com que Iraq era pràcticament un estat amb sistema de partit únic, l'assemblea era un reflex d'aquest partit; l'autoritat kurda era designada per Bagdad i el sistema multi partidista no tenia vigència tampoc al Kurdistan. Saddam havia aconseguit el suport dels Estats Units, França, Gran Bretanya i la Unió Soviètica en la seva guerra contra l'Iran i els kurds, després de les campanyes patides entre 1982 i 1987 van comprendre que calia la unitat que fou patrocinada per l'Iran. L'octubre de 1987 la UPK i el PDK es reconciliaven i signaven l'acord de Teheran i poc després (1988) es fundava el Front del Kurdistan Iraquià (Iraq Kurdistan Baray) el primer moviment unitari seriós dels kurds, que va rebre substancial ajut del règim iranià. Els kurds, que van rebre míssils SAM-7 i altre material de guerra modern, van poder ocupar algunes ciutats però les campanyes massives dels iraquians els van fer tirar enrere.

### Primera Guerra del Golf

Escut del Kurdistan iraquià

Al final de la primera Guerra del Golf el 1991, encoratjats pel govern americà, els kurds van passar a l'ofensiva. Les ciutats de Ranya, Dohuk, Sulaymaniyya i Irbil es revoltaven i encara que els peixmergues de Masud Barzani avançaven arreu ja trobaven les ciutats en mans de comitès kurds quan hi arribaven. La UPK entrava a Kirkuk. Però quan les forces de la coalició van abandonar Iraq, i Saddam Hussein va poder passar a l'ofensiva, un moviment de pànic es va apoderar de la població que recordava l'ús massiu d'aviació i armament químic. Entre 800.000 i 1.500.000 civils van fugir a les muntanyes en direcció a l'Iran o Turquia, bombardejats amb fòsfor pels avions iraquians. La situació extrema d'aquests refugiats va commoure al món i les Nacions Unides van aprovar una resolució (688) establint una zona de seguretat amb exclusió de vols iraquians vigilada per avions britànics i americans (Operació "Provide Comfort"); la zona fixava com a límit un paral·lel que deixava fora Sulaymaniyya, Kirkuk i altres ciutats importants amb molta població kurda. Els xocs entre els peixmergues kurds i l'exèrcit iraquià a terra continuaven i quan els iraquians van aconseguir un cert equilibri de poder, van retirar el seu personal militar i administratiu de la zona d'exclusió (octubre de 1991) per evitar viure assetjats i amb els subministraments subjectes a emboscades, permetent de fet un funcionament independent del Kurdistan Iraquià incloent Sulaymaniyya. Kirkuk i Mossul van quedar pels iraquians. L'administració del territori va ser negociada per Masud Barzani i Jalal Talabani que van viatjar a Bagdad i van ser rebuts per Saddam. Barzani va insistir en l'administració de Kirkuk i Talabani en canvi insistia més en un reconeixement internacional de qualsevol acord. Saddam finalment es va entendre amb Barzani. Els iraquians no obstant van imposar un bloqueig econòmic total a la regió reduint els subministraments de petroli i aliments. Els kurds patien a més l'embargament decretat contra l'Iraq per les Nacions Unides.
Però aquest aïllament va permetre celebrar unes eleccions sense interferències iraquianes. El país funcionava com una democràcia amb drets de les minories reconeguts, i absoluta llibertat de premsa especialment a la zona de Sulaymaniyya controlada per la UPK. Però en les eleccions es van donar casos de compra de vots i en part la votació es va orientar per lleialtats tribals o de clan. El resultat de les eleccions del 19 de maig de 1992 va donar als dos partits principals prop del 90% dels vots: el PDK amb 437.879 vots (45,3%) i 51 escons fou la força més votada; la UPK el seguia a poca distància amb 423.833 vots (43,8%) i 49 escons. Degut a algunes discussions sobre la votació els dos partits van decidir repartir-se els escons amb 50 cadascun (cap més partit va entrar al Parlament que tenia 100 diputats) i es va formar un govern regional de coalició; aquest govern va començar a fer aigües el 1993 i es va trencar el maig de 1994; 
El desembre de 1994 la guerra civil esclatava entre els peixmergues (milicians) de la Unió Patriòtica del Kurdistan (UPK) i del Partit Democràtic del Kurdistan que va comportar la divisió del país en dues zones; la part administrada per la Unió Patriòtica la formaven les províncies de Sulaimani, Kirkuk i part d'Irbil amb una població de prop de dos milions de persones. Es va formar en aquestes zones una coalició amb el Partit de l'Esforç, el Partit Social Democràtic de Kurdistan, el Partit Conservador, i el Moviment Islàmic. Mustafà va tornar llavors de Londres i va participar en aquest govern. El UPK aviat va aconseguir progressos i prenia el control de la ciutat d'Arbela. Durant dos anys es van fer i trencar diversos acords d'alto el foc. L'estiu del 1996 Masud Barzani va demanar l'ajut de Saddam Hussein i el seu règim baasista, i va expulsar al UPK cap a la frontera de l'Iran. El UPK finalment es reagrupà i amb ajuda iraniana reprenia Silemani i parts de la província d'Arbela. La lluita va durar de manera activa fins al 1996 quan el PDK va pactar amb Saddam Hussein; el 13% de les vendes de petroli iraquianes foren pagades al govern regional i això va portar la prosperitat a la regió. Una ruta d'estraperlo a través de l'autonomia (la zona controlada pel PDK) fou establerta pel mateix Saddam Hussein amb la col·laboració de membres de la família Barzani. Els drets de pas duaners del petroli des de l'Iraq a Kurdistan i d'aquest a Turquia suposava milions de dòlars pels que controlaven Dohuk i Zakho. El programa "Petroli per aliments" establert el 1997 que permetia a Saddam exportar petroli a canvi de productes de primera necessitat, va fer disminuir l'estraperlo i va atenuar el conflicte entre els dos partits, passant després a una situació de xocs menors i el 25 de novembre de 1997 es va declarar un nou alto-el-foc mantenint-se la línia de demarcació UPK-PDK de 13 d'octubre de 1997 sense canvis, amb Arbela a les mans del PDK. El setembre de 1998 el govern americà va imposar un alto el foc definitiu als dos contendents (Acord de Washington).
El 25 d'agost de 1999, després d'oferir en diverses ocasions anteriors a Turquia un alto el foc o demanar per a una renúncia a la violència, el Partit dels Treballadors del Kurdistan va anunciar la seva retirada de Turquia, i que havia demanat repetidament al Partit Democràtic del Kurdistan un alto el foc que va rebutjar.

### Segle XXI

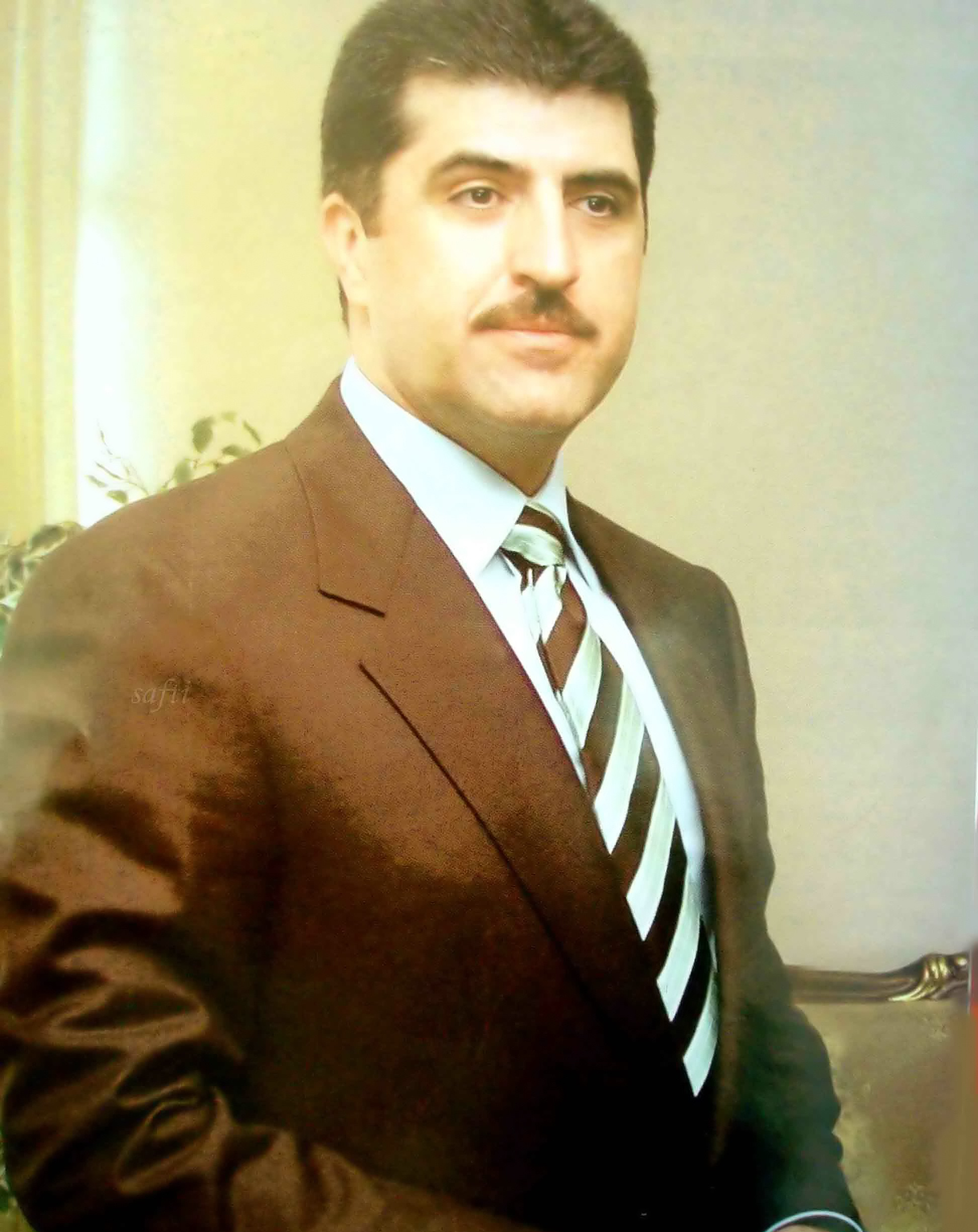
Nechervan Idris Barzani

El 2003, després de la Invasió de l'Iraq de 2003, el PDK en general va augmentar la seva presència fora de l'antic territori. El 30 de gener de 2005 es van celebrar noves eleccions en les quals els dos partits principals van concórrer units sota el nom d'Aliança del Kurdistan (oficialment Aliança Democràtica Patriòtica del Kurdistan) obtenint 1.570.663 vots (89,55%) i 78 diputats (40 del PDK i 38 de la UPK, el total de diputats que el 1992 era de 100, havia pujat a 111). A les eleccions constituents de l'Iraq, el mateix dia, l'Aliança va obtenir 2.175.551 vots (25,73%) i 75 escons (de 275). A les primeres eleccions parlamentàries de l'Iraq el 15 de desembre de 2005, l'Aliança va obtenir més vots (2.642.172) però menys percentatge a causa de l'augment de la participació (21,7%) i menys diputats (53 o sigui 22 menys) pel canvi de sistema electoral.
Després de la unificació el 2006 Nechervan Idris Barzani, del PDK, que era primer ministre del govern d'Arbil, va ser accpetat com a primer ministre únic (1 de març del 2006) fins al 28 d'octubre de 2009 que segons els pactes el va substituir un primer ministre de la UPK.
El govern de coalició va continuar. El 25 de juliol de 2009 es van fer noves eleccions regionals i aquesta vegada el Moviment del Canvi format el 2006 per Nawshirwan Mustafà, escindit de la UPK, es va erigir com una oposició important. L'aliança, ara sota el nom de Llista del Kurdistan, va obtenir 1.076.370 vots (57,34%) i 59 escons (un 32,25% menys i 19 escons menys). En les eleccions parlamentàries de l'Iraq del 7 de març del 2010 la llista del Kurdistan va obtenir 1.681.714 vots (14,59%) amb 43 diputats (10 menys dels quals 8 van anar a la Llista del Canvi).
Va guanyar les eleccions regionals iraquianes de 2013 amb 38 escons, per davant del Moviment pel Canvi 24 escons i la Unió Patriòtica del Kurdistan amb 18.

## Resultats electorals
| Eleccions parlamentàries | Eleccions parlamentàries | Eleccions parlamentàries | Eleccions parlamentàries | Eleccions parlamentàries | Eleccions parlamentàries | Eleccions parlamentàries |
| Any                      | Lider                    | Vots                     | %                        | Escons                   | +/–                      | Pos.                     |
| ------------------------ | ------------------------ | ------------------------ | ------------------------ | ------------------------ | ------------------------ | ------------------------ |
| 1992                     | Masoud Barzani           | 437,879                  | 45.3%                    | 51 / 100                 | -                        | 1r                       |
| 2005                     | Nechirvan Barzani        | -                        | -                        | 40 / 111                 | 11                       | = 1r                     |
| 2009                     | Nechirvan Barzani        | -                        | -                        | 30 / 111                 | 10                       | = 1r                     |
| 2013                     | Nechirvan Barzani        | 743,984                  | 37.8%                    | 38 / 111                 | 8                        | = 1r                     |
| 2018                     | Nechirvan Barzani        | 688,070                  | 44.1%                    | 45 / 111                 | 7                        | = 1r                     |
| 2024                     | Nechirvan Barzani        | 809,197                  | 43.15%                   | 39 / 100                 | 6                        | = 1r                     |